# OSCAR 1
OSCAR 1 (englisch Orbiting Satellite Carrying Amateur Radio) war der erste Amateurfunksatellit. Er wurde von einer Gruppe kalifornischer Funkamateure gebaut, aus deren Vorbild später die AMSAT entstand. Die Kosten für den Bau des Satelliten betrugen um 1960 ca. 63 Dollar, was inflationsbereinigt heutigen 570 Dollar bzw. 530 Euro entspricht.

## Mission, Aufbau und Nutzlast
Der Satellit wurde am 12. Dezember 1961 zusammen mit dem Satelliten Discoverer 36 von einer Thor/Agena-Rakete auf der Vandenberg Air Force Base gestartet. Oscar 1 war die erste Sekundärnutzlast bei einem Orbitalstart und der erste Satellit, der ohne Unterstützung einer Regierung entwickelt und gefertigt wurde. Am 31. Januar 1962 verglühte er beim geplanten Wiedereintritt in die Erdatmosphäre.
Der mit Quecksilberbatterien betriebene Satellit sendete ein einfaches Temperatur-Telemetrie-Signal mit 140 Milliwatt Senderausgangsleistung auf 144,983 MHz im 2-m-Band. Als Grundsignal wurde die Zeichenfolge „HI“ im Morsecode gewählt ( · · · ·   · · ), weil sie einfach zu erzeugen war, sich ein günstiger Tastgrad ergab und sie als Lachen unter Funkamateuren bekannt war. Die Morsegeschwindigkeit wurde dabei von der Temperatur bestimmt. Von der Pflicht, ein Amateurfunkrufzeichen zu senden, wurde OSCAR 1 befreit.
Für Sender und Telemetrie wurden lediglich 16 Transistoren verbaut, wobei auf Wunsch des amerikanischen Militärs ein falscher Schaltplan publiziert wurde.
Die COSPAR-Bezeichnung lautete zuerst 1961-A-Kappa-2 und wurde mit der Umstellung im Jahre 1963 in 1961-034B geändert.